# John Naber
John Naber (n. 20 ianuarie 1956, Evanston, Illinois, SUA) este un înotător american, medaliat olimpic. A participat la o ediție a Jocurilor Olimpice (1976) în care a câștigat 5 medalii de aur și o medalie de argint.
A făcut parte din echipa Universității Carolina de Sud și a câștigat 15 campionate.